# Estacahuite
Estacahuite är en ort i Mexiko.   Den ligger i kommunen San Pedro Pochutla och delstaten Oaxaca, i den sydöstra delen av landet, 500 km sydost om huvudstaden Mexico City. Estacahuite ligger 46 meter över havet och antalet invånare är 323.
Terrängen runt Estacahuite är platt norrut, men norrut är den kuperad. Havet är nära Estacahuite åt sydost.  Närmaste större samhälle är San Pedro Pochutla, 8,9 km norr om Estacahuite. 